# 乾炒
乾炒，也称乾煸、焦炒，是炒的一种，为中餐的一种烹调方法。
乾炒使用切成细条、丝或片的原料，调味后加入旺火热油的锅内，快速翻炒，直到汤汁蒸发，出锅。特点是口感乾香酥脆。

## 使用乾炒烹調的食物
- 乾炒牛河
- 乾煸牛肉丝
- 乾煸四季豆
- 乾煸鱔片

## 咖喱
在印度菜中，一种制作咖喱的方式是先用油将干燥的香料粉末用克拉希炒锅乾煸（羅馬化：bhunā或bhunnā，意思是“使乾燥”）后添加西红柿酱和食材熬成咖喱。在英式印度菜中，常用英语词汇“bhunna”或“bhuna”加上鸡、山羊、绵羊来表示通过煸炒得来的相应咖喱菜式。

## 中式香料
在中餐中，也常煸炒香料制成花椒油、辣椒油等。注意并不是所有的花椒油和辣椒油都是干煸而来。